# Руденко, Григорий Фокиевич
Григорий Фокиевич Руденко (27.06.1903 — 19.08.1959) — командир расчёта станкового пулемёта 20-го отдельного ордена Суворова пулемётно-артиллерийского батальона (159-й Днестровский Краснознаменный ордена Богдана Хмельницкого укреплённый район, 18-я армия, 4-й Украинский фронт), красноармеец, участник гражданской войны 1918-1920 годов, участник Великой Отечественной войны, кавалер ордена Славы трёх степеней.

## Биография
Родился в 1903 году в селе Селище ныне Корсунь-Шевченковского района Черкасской области (Украина) в крестьянской семье. Украинец. Окончил 4 класса. Работал трактористом на Селищанском сахарном заводе. Участник гражданской войны 1918-1920 годов.
В Красной Армии с 12 февраля 1944 года. В действующей армии с февраля 1944 года.
Воевал на 2-м и 4-м Украинских фронтах. Принимал участие в Корсунь-Шевченковской, Уманско-Ботошанской, Ясско-Кишинёвской, Дебреценской, Будапештской, Моравско-Остравской и Пражской наступательных операциях.
В период Будапештской наступательной операции 2 ноября 1944 года при отражении 3 контратак противника южнее города Захонь (ныне медье Сабольч-Сатмар-Берег, Венгрия) наводчик станкового пулемёта Г. Ф. Руденко вёл меткий огонь по атакующей пехоте врага, способствуя удержанию рубежа нашими подразделениями. В бою пулемёт 2 раза отказывал, но Г. Ф. Руденко быстро устранял неисправности и продолжал вести огонь.  Командиром батальона представлен к награждению медалью «За отвагу».
Приказом командующего 40-й армией от 3 декабря 1944 года красноармеец Руденко Григорий Фокиевич награждён орденом Славы 3-й степени.
В период Моравско-Остравской наступательной операции при овладении оборонительной позицией противника в районе села Хыжне (ныне гмина Яблонка Новотаргского повята Малопольского воеводства, Польша) 30 марта 1945 года командир пулемётного расчёта Г. Ф. Руденко выдвинул вперёд свой пулемёт и точным огнём подавил 2 огневые точки противника, чем обеспечил продвижение стрелковой роты. 1 апреля 1945 года при овладении городом Наместово ныне Жилинского края (Словакия) уничтожил 2 пулемёта противника. За последние 2 дня боёв, огнём из снайперской винтовки уничтожил 17 немецких солдат. Приказом командующего 18-й армией от 24 апреля 1945 года красноармеец Руденко Григорий Фокиевич награждён орденом Славы 2-й степени.
В ходе дальнейших боёв в апреле-мае 1945 года в районе села Нова Быстрица (ныне район Чадца Жилинского края, Словакия) Г. Ф. Руденко огнём из снайперской винтовки уничтожил более 10 немецких солдат и офицеров.
Указом Президиума Верховного Совета СССР от 15 мая 1946 года за образцовое выполнение боевых заданий командования в боях с немецко-фашистскими захватчиками на завершающем этапе Великой Отечественной войны красноармеец Руденко Григорий Фокиевич награждён орденом Славы 1-й степени.
В октябре 1945 года демобилизован. Вернулся в родное село Селище. Работал на Селищанском сахарном заводе трактористом, затем – машинистом паровой машины.
Умер 19 августа 1959 года. Похоронен в селе Селище ныне Корсунь-Шевченковский район Черкасская область Украина.

## Награды
- Полный кавалер ордена Славы:
  - орден Славы I степени (15.05.1946)[7];
  - орден Славы II степени (24.04.1945)[8];
  - орден Славы III степени (03.12.1944)[9];
- медали, в том числе:
  - «За победу над Германией в Великой Отечественной войне 1941—1945 гг.» (9 мая 1945[10])

## Память
- На могиле установлен надгробный памятник.
- Его имя увековечено в Главном Храме Вооружённых сил России, и навсегда запечатлено на мемориале «Дорога памяти».